# رناتو پینچیرولی
رناتو پینچیرولی (ایتالیایی: Renato Pinciroli؛ زادهٔ ۲۲ ژانویه ۱۹۰۵–۲ سپتامبر ۱۹۷۶) بازیگر اهل ایتالیا بود. وی در سال ۱۹۶۸ و همچنین از ۱۹۷۲ تا ۱۹۷۵، در برنامهٔ تلویزیونی تبلیغاتی کمدی «کاروسلو» نیز بازی کرد.

## گزیدهٔ فیلم‌شناسی
- دختردایی‌های من (۱۹۷۸)
- دو قلب، یک نیایشگاه (۱۹۷۵)
- سفر (۱۹۷۴)
- به من می‌گویند هیچ‌کس (۱۹۷۳)
- جنبه خوب پائولینا (۱۹۷۳)
- شب‌های گناه‌آلود پیترو آرتینو (۱۹۷۲)
- روزی روزگاری در غرب (۱۹۶۸)
- بیشتر از یک معجزه (۱۹۶۷)
- من، من، من… و دیگران (۱۹۶۶)
- خانواده به سبک ایتالیایی (۱۹۶۵)
- یوزپلنگ (۱۹۶۳)
- سالواتوره جولیانو (۱۹۶۲)
- طلاق به سبک ایتالیایی (۱۹۶۱)
- ماجرا (۱۹۶۰)
- احساس مالکیت (۱۹۵۳)